# الخلود في الخيال

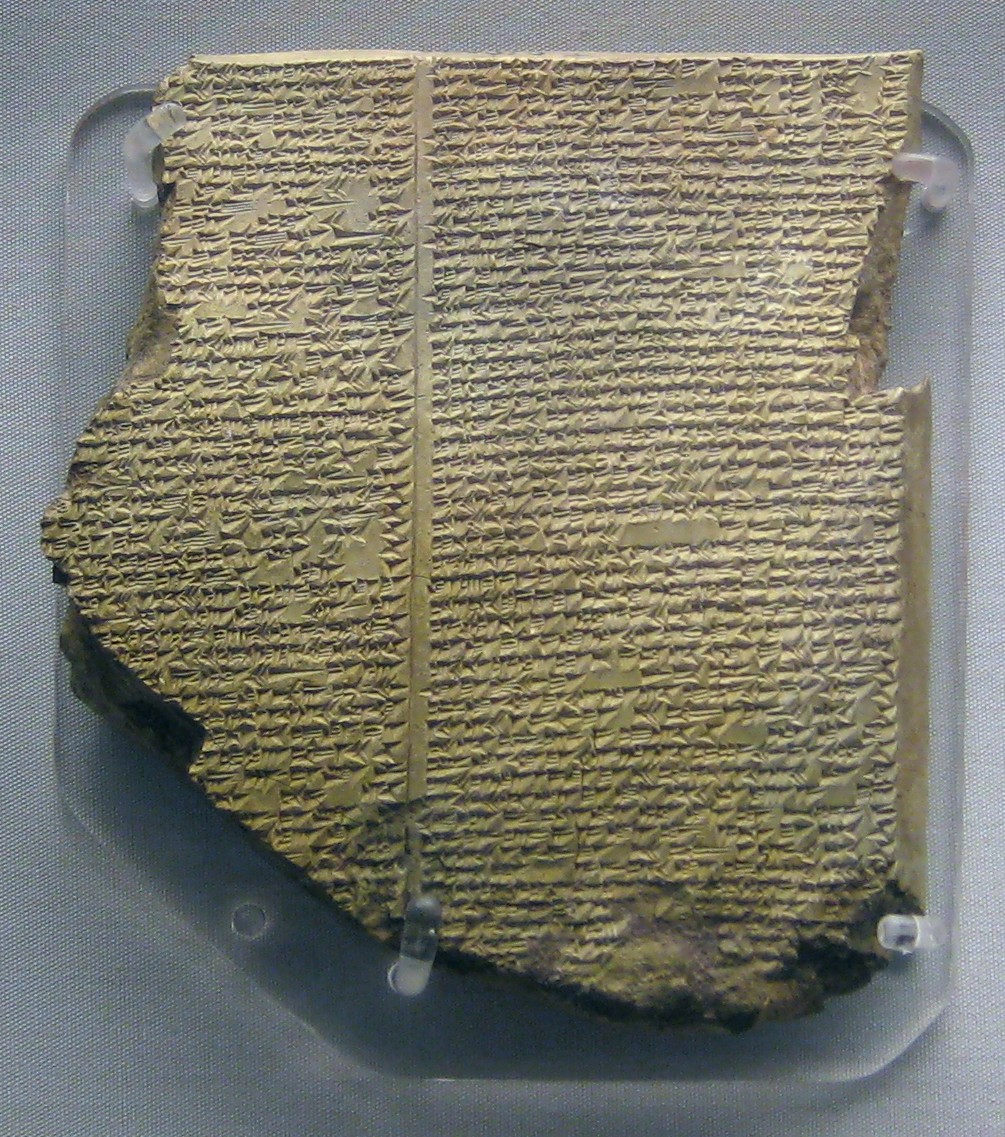
ملحمة جلجامش هي أول ظهور معروف لمفهوم الخلود في الخيال.

ظهر مفهوم الخلود في الأدب الخيالي لأول مرة في ملحمة جلجامش، أقدم عمل روائي معروف. ظهر في الأصل في مجال الأساطير، وتم تصويره لاحقًا في أدب الرعب والخيال العلمي والخيال (فنتازيا) . بالنسبة لمعظم التاريخ الأدبي، كان المنظور السائد هو أن الرغبة في الخلود مضللة، مهما كانت قوية؛ ومن الآثار السلبية المقترحة الشعور بالملل والوحدة والركود الاجتماعي. تحدّى هذا الرأي عدد كبير من المؤلفين في القرن العشرين. يختلف عدد الخالدين الموجودين في كل قصة من شخص واحد إلى كل شخص، وعادة ما يتم الحصول على الخلود نفسه إما من كيانات أو أشياء خارقة للطبيعة، أو من خلال الوسائل البيولوجية أو التكنولوجية.

## تاريخ
أقدم سرد خيالي معروف للخلود هو أيضًا أقدم عمل خيالي باقٍ: ملحمة جلجامش، حكاية سومرية قديمة من ق. 2100 BCE .   تصور العديد من الأساطير اليونانية عن العصور القديمة منح الآلهة الحياة الأبدية للبشر.   تأثر الأدب الخيالي الصيني بالفكر الفلسفي الطاوي، وقد تميز بالخلود منذ القرن الخامس عشر على الأقل. في أوروبا في العصور الوسطى، ظهرت الأسطورة المسيحية لليهودي التائه، حيث يُلعن الرجل أن يعيش إلى الأبد من أجل إهانة بسيطة ضد يسوع. تمت إعادة صياغة هذه القصة مرارًا وتكرارًا من قبل العديد من المؤلفين عبر القرون، بعد نهاية العصور الوسطى وحتى القرن التاسع عشر، حيث قام كل من يوهان فولفجانج فون جوته وألكسندر دوما بعمل نسختهما الخاصة التي لم تكتمل بعد.    شهد القرن التاسع عشر أيضًا العديد من القصص القوطية عن سلبيات الخلود. ألهم التقدم في مجال الطب قصص الخيال العلمي حول الخلود في أواخر القرن التاسع عشر وأوائل القرن العشرين. معظم هؤلاء تبنوا نظرة قاتمة إلى آفاق الحياة الأبدية ولكن ظهرت مواقف أكثر إيجابية على التوالي.   بحلول الثلاثينيات من القرن الماضي، تم تقسيم الآراء إلى معسكرات ذات وجهات نظر مواتية وغير مواتية على التوالي حول الخلود، وهو تقسيم استمر حتى الستينيات على الأقل.   بعد البحث في التكنولوجيا الحيوية والتجميد، فإن مفهوم عدم الاضطرار إلى الموت بسبب الشيخوخة قد يصبح قريبًا واقعًا طبيًا اكتسب شعبية - انعكس ذلك في الأعمال غير الخيالية «احتمالية الخلود» لروبرت إيتنجر من عام 1964 وغزو الموت لألفين سيلفرشتاين من 1979 - ومنذ الثمانينيات على الأقل، كان هناك اتجاه لمزيد من المعالجات التحليلية والمنصفة للخلود في الخيال، بالإضافة إلى فلسفات الاحتواء الصريح.  

## أنواع
تم تصور أنواع مختلفة من الخلود، والتي تتمثل السمة المشتركة في إطالة العمر بشكل ملحوظ. عادة ما ينطوي غياب الشيخوخة - أي الشباب الأبدي - على بعض الاستثناءات مثل الأسطورة اليونانية لتيثونوس وStruldbruggs لرواية جوناثان سويفت في عام 1726 رحلات جاليفر . قد يستتبع أو لا يستتبع عدم التعرض للموت من الإصابات؛ للتمييز بين المفاهيم، يمكن الإشارة إلى الخلود بدون هذه الخاصية بمصطلحات أخرى مثل الخلود، وهو مصطلح يستخدمه آلان هارينغتون وألفين سيلفرشتاين،    أو ما بعد الوفاة، وهو مصطلح يستخدمه مايكل هاوسكيلير.
الشكل الأكثر شيوعًا للخلود هو الفرد الذي يعيش حياة طويلة الأمد، ولكن هناك أيضًا قصص تظهر كائنات متعددة تندمج في كيان خالد - مثل رواية غريغ بير عام 1985 موسيقى الدم - وقصص فرد واحد على قيد الحياة يعيش متعدد في الخلافة بطريقة أقرب إلى التناسخ.  الخلود المطلق غير شائع خارج السياقات الدينية وعادة ما يكون غير مادية بطبيعته.  يعتبر الموت، الذي يُرى على سبيل المثال في الزومبي ومصاصي الدماء، شكلاً من أشكال الخلود،    وأحيانًا يُنظر إليه على أنه مفهوم منفصل. يعرض الخيال العلمي أحيانًا خلودًا ليس للكائنات الحية، ولكن للكون بأسره من خلال التغلب على المشكلات التي تسببها الإنتروبيا التي تمنع استمرار الذات؛ ومن الأمثلة على ذلك رواية «الآلهة أنفسهم» التي كتبها إسحاق أسيموف عام 1972. 
يمكن تصنيف الأعمال الخيالية التي تتميز بالخلود حسب عدد الخالدين: واحد أو عدة أعمال أو كل شخص. يمكن تقسيم الأعمال مع الخالدين الوحيدين بشكل أكبر إلى تلك التي يكون الخلود فيها سرًا وتلك التي لا تكون كذلك.  على العكس من ذلك، فإن رواية 1990يفوق عدد الموتى (بالإنجليزية: Outnumbering the Dead) من تأليف فريدريك بوهل تصور شخصًا بشريًا وحيدًا في عالم يكون فيه الجميع خالدين،    كما يفعل فيلم السيد لا أحد لعام 2009.  

## الأسباب
تتنوع وسائل الحصول على الخلود، بدءًا من ينبوع الشباب التقليدي وإكسير الحياة وحتى التطورات الطبية والتكنولوجية الحديثة.   
يفترض بعض المؤلفين أن التقدم العلمي سيؤدي في النهاية إلى الخلود، ولهذا السبب غالبًا ما يتم تصوير البشر الذين يعيشون في المستقبل البعيد على أنهم قد حققوا هذا الهدف، بما في ذلك رواية آرثر سي كلارك عام 1956 المدينة والنجوم .    قبل عمليات نقل الدم الناجحة الأولى، عرضت بعض القصص في أواخر القرن التاسع عشر فكرة أن مثل هذه الإجراءات سيكون لها تأثير متجدد يمنح حياة أطول، بما في ذلك روبرت دنكان ميلن رجل نشأ شابًا مرة أخرى من عام 1887؛ تستخدم قصة جورج إيكود عام 1884 قلب طوني واندل (بالفرنسية: Le coeur de Tony Wandel) عمليات زرع القلب بطريقة مماثلة. 
الدم هو أيضا مصدر الخلود في رواية جيمس إي غان الخالدون عام 1962، حيث تؤدي الطفرة الجينية إلى الدم الذي يمنح الخلود، والذي يسعى الآخرون بشكل طبيعي للحصول عليه.   صورت أعمال أخرى أحيانًا الخلود على أنه تم الحصول عليه خلقيًا و / أو بدون قصد؛   بعض المخلوقات الخيالية مثل Elves في أعمال جون رونالد تولكين خالدة بطبيعتها،  حين أن الشخصية الرئيسية لفيلم 2007 رجل من الأرض هي إنسان عادي توقف عن الشيخوخة لأسباب غير معروفة. منذ 14000 سنة.   
يُمنح الخلود أحيانًا للبشر من قبل الفضائيين (كما في رواية كليفورد دي سيماك لعام 1963 محطة الطريق) أو الآلهة (كما في أسطورة غانيميد اليونانية)، أو يتم الحصول عليها من خلال صفقة مع الشيطان؛    تحمل شخصية عنوان رواية أوسكار وايلد في تسعينيات القرن التاسع عشر صورة دوريان جراي صورة تتقدم في العمر بدلاً منه نتيجة لمثل هذه الصفقة غير المقصودة.  تتضمن أسطورة الهولندي الطائر التنازل عن الخلود كعقاب إلهي على تجديف القبطان. توجد العديد من القصص التي يحدث فيها الخلود العالمي بسبب تجسيد الموت (مؤقتًا) عاجزًا بطريقة ما. من الدوافع الشائعة الحدوث هو الخلود الذي يتم الحصول عليه من خلال موت الآخرين. تشمل الأمثلة العديد من قصص مصاصي الدماء حيث يتم الحفاظ على خلود مصاصي الدماء عن طريق شرب دم الإنسان، فيلم 2011 في الوقت المحدد حيث يتم نقل العمر من العديد من الفقراء إلى النخبة الثرية بحيث يعتمد خلود القلة على موت الكثيرين، ورواية نورمان سبينراد عام 1969 حشرة جاك بارون حيث مصدر الخلود مشتق من أنسجة الأطفال المقتولين.   
في رواية جو هالدمان عام 1974 «الحرب الأبدية»، سبب الخلود هو التناقضات الناشئة عن السفر عبر الزمن.  يتم أحيانًا تحقيق خلود العقل عن طريق نقله بشكل دوري إلى جسم مادي جديد، ونقل إما الوعي فقط كما في رواية أي. إي. فان فوغت لعام 1948 أو كما في رواية عالم نول أو زرع الدماغ بالكامل كما في رواية مايكل جي كوني 1974 رواية يأتي الأصدقاء في الصناديق.   يمكن أيضًا تحقيق نوع من الخلود غير المادي عن طريق نقل وعي المرء إلى جهاز كمبيوتر، كما هو الحال في ثلاثية ويليام جيبسون الامتداد (بالإنجليزية: Sprawl) بدءًا من رواية 1984 نيورومانسر.   

## النتائج
بالنسبة للجزء الأكبر، يتم تصوير الخلود على أنه مرغوب بشدة ولكنه غير مرغوب فيه حقًا،    والقصص التي يتم عرضها بشكل عام تعمل كنوع من الحكاية التحذيرية.   بعض القصص مثل القصة القصيرة لخورخي لويس بورخيس عام 1947 «الخالد» ورواية باتريك أوليري لعام 2002 الطائر المستحيل تذهب إلى حد إظهار الخالدين الذين يسعون لاستعادة الموت.    يميل الخيال العلمي إلى استكشاف الوسائل التي يتم من خلالها تحقيق الخلود وأحيانًا العواقب على الأفراد، بينما يتعمق الخيال عادة أكثر في الآثار المجتمعية الدائمة وأسئلة الأخلاق.

### نتائج سلبية
غالبًا ما يتم تصوير الملل الشديد أو القلق على أنه نتيجة حتمية للحياة الأبدية، كما شوهد في سلسلة الراقصون في نهاية الزمان (بالإنجليزية:The Dancers at the End of Time) للمخرج مايكل موركوك في السبعينيات من بين آخرين. هناك مشكلة أخرى يواجهها الخالدون في بعض الأعمال وهي التدهور المادي، إما بسبب الشيخوخة الطبيعية المستمرة أو كأثر جانبي مباشر للخلود نفسه، وقد ظهر الأخير في قصة ألدوس هكسلي عام 1939 بعد العديد من الصيف يموت البجعة حيث الخالدون تتحول ببطء إلى مخلوقات شبيهة بالقردة ورواية بوب شو عام 1970 " مليون تومورز" حيث يتسبب الخلود في العجز الجنسي.    في حين أن البقاء طفوليًا إلى الأبد في الروح والجسد يجعل بيتر بان من JM Barrie مرتاحًا ومبهجًا، فإنه يتركه أيضًا متمحورًا حول الذات وغير قادر على تكوين علاقات دائمة ذات مغزى. من ناحية أخرى، فإن عدم التطابق بين وجود عقل متقدم في السن في جسم شاب أبدي هو سبب للقلق في العديد من القصص التي  ورواية النار المقدسة لعام 1996 التي كتبها بروس ستيرلنج بالمثل تصور استعادة الشباب في سن الشيخوخة عن طريق الوسائل التجديد كما له تأثيرات مقلقة على النفس. أثر جانبي نفسي مختلف للخلود تم تصويره في بعض الأعمال مثل إن تايم المذكورة أعلاه، وأعمال روجر زيلازني، والقصة القصيرة لأندريه إركوتوف عام 1924 "الخلود«هو الخوف المتزايد من الموت، والحياة الخالدة» ثمينة للغاية«مخاطرة».    في القصة القصيرة لريتشارد كوبر «عامل تيثونيان» عام 1983، تم اكتشاف أن الحياة الآخرة حقيقية، مما أثار استياء أولئك الذين اكتسبوا الخلود بالفعل عندما تم الاكتشاف.  
في الأعمال التي لا يكون فيها الخلود عالميًا، يواجه الخالدون عيب العيش أكثر من أحبائهم، كما تم تصويره على سبيل المثال في قصة ماري شيلي القصيرة عام 1833 «الفاني الخالد»،    بينما المجتمعات الخيالية مع الخلود العالمي عرضة بطبيعته للزيادة السكانية، كما رأينا في قصة ريتشارد ويلسون عام 1965 الثمانية مليار.  غالبًا ما يقرن المؤلفون الخلود بالعقم للتغلب على المشكلة الأخيرة. من ناحية أخرى، فإن غياب التكاثر بين الخالدين يُصوَّر أيضًا على أنه يسبب مشاكل على مستوى السكان في بعض الأعمال، ومن الأمثلة على ذلك الركود المجتمعي في كتاب ذا إيند أوف سامر لـ الجيس بدريس.  تصور رواية نيل بيل عام 1930 الوعاء السابع عواقب مجتمعية وخيمة عندما يتم إدخال عقاقير الخلود - ليس بسبب الخلود نفسه، ولكن بسبب تصرفات من هم في السلطة استجابةً للتكنولوجيا الجديدة وهم يسعون لتحقيق أهدافهم الخاصة.   في رواية 1888 البيت الداخلى من تأليف والتر بيسانت، تم الجمع بين هذه المشاكل: علاج يطيل الحياة يهدف إلى توفير وقت إضافي ولكنه لا يزال محدودًا لعدد قليل من الأشخاص المختارين بدلاً من ذلك يؤدي إلى ظهور مجتمع استبدادي حيث تطول حياة الجميع إلى أجل غير مسمى وبشكل صارم. يتم فرض السيطرة على السكان حيث الولادات الوحيدة المسموح بها هي تلك التي تحل محل الوفيات العرضية، مما أدى إلى الركود الاجتماعي في القرون التالية.   في رواية خوسيه ساراماغو لعام 2005 الموت في فترات متقطعة، تسبب الوقف غير المتوقع لجميع الوفيات في مجتمع اعتاد على وجوده في حدوث مشكلات ديموغرافية واضطراب اقتصادي ونقص في الموارد والفضاء.
في أعمال الرعب، عادة ما تكون تكلفة الخلود هي خسارة إنسانية المرء. يُنظر إلى التكلفة الأخلاقية لتحقيق الخلود على أنها غير مقبولة في بعض الأعمال حيث تتوقف على موت الآخرين.  في قصة لاري نيفن القصيرة «ذا جيكسوا مان» عام 1967، يتحقق الخلود من خلال زراعة الأعضاء، ولكن هناك نقص مزمن في الأعضاء. لهذا السبب، يتم حصاد الأعضاء من المجرمين الذين تم إعدامهم، مما يؤدي إلى توسيع نطاق استخدام عقوبة الإعدام لتشمل مجموعة متنوعة من الجرائم لتلبية الطلب، بما في ذلك في نهاية المطاف انتهاكات المرور.
غالبًا ما يشعر الخالدون في المجتمعات الفانية بالحاجة إلى إخفاء خلودهم لئلا يتم حبسهم في المختبر للدراسة. تواجه هذه المشكلة المجموعة الخالدة من الأشخاص في فيلم الخالدون المذكور أعلاه لجيمس غان وكذلك في المسلسل التلفزيوني عام 1970 الخالد المستوحى من رواية جون. شخصيات العنوان الخالدة الوحيدة في فيلم ذا مان فروم ذا إيرث المذكور أعلاه وفيلم 2015 عصر أدالين يعانون أيضًا من الشعور بالوحدة المتمثلة في الاضطرار إلى اقتلاع حياتهم والتحرك كل عشر سنوات أو نحو ذلك لمنع الأشخاص من حولهم من ملاحظة عدم تقدمهم في العمر.   

### نتائج إيجابية
هناك أيضًا أعمال تعرض رؤى متحمسة أو طوباوية صريحة للخلود، مثل رواية أول ألفي عام والتي صدرت بعام 1928 (بالإنجليزية: My First Two Thousand Years) التي كتبها بول إلدريدج وجورج سيلفستر فيريك والتي تصور حياة خالدة وحيدًا على أنها مكانة متميزة. لا تتميز هذه الصور الإيجابية عادةً بالخلود العالمي، فقصة جورج برنارد شو عام 1921 العودة إلى ميثوسيلا هي استثناء ملحوظ تلقت ردود فعل سلبية من كاريل شابك في شكل حجة مضادة في مقدمة مسرحيته عام 1925 سر ماكروبولوس.   قصة إيدن فيلبوتس لعام 1916 تتخذ رواية ذا جيرل آند ذا فاون موقفًا مفاده أن تكاليف الخلود تفوقها فوائدها.  
تصور المؤلف السوفيتي أندريه إيركوتوف ظهور ثورة بروليتارية كنتيجة لمعاملة الخلود التي اخترعها في قصته القصيرة «الخلود» عام 1924. في القصة، يُمنح الخلود لمن هم في السلطة ومن يطبقونهم، في حين أن العمال لا يهتمون به لأنهم لا يرغبون في الاستمرار في عملهم إلى الأبد. وبالتالي، لا يجرؤ الخالدون على مقاومة الثورة خوفًا من فقدان حياتهم الخالدة. 

### آخرى
تأخذ أعمال أخرى وجهة نظر تحليلية ونزيهة عن الخلود.   يتم تصوير الحياة الخالدة للرجل من الأرض على أنها ليست نقمة ولا نعمة، على عكس العمل السابق للكاتب جيروم بيكسبي عن الخلود - حلقة ستار تريك عام 1969 "قداس لميثوسيلا ".   يبحث روبرت ريد في كتابه التاريخي البديل عام 2004 بعنوان "طاعون الحياة" في عواقب الخلود العالمي على التطور البشري.  رواية كيت فيلهلم عام 1983 أهلا وسهلا بك، تصور الفوضى آثار الخلود على الحرب الباردة التي كانت قائمة آنذاك. 
تعكس رواية جاك فانس "العيش إلى الأبد " لعام 1956 اعتقاد المؤلف بأن الخلود ليس بطبيعته جيدًا أو سيئًا، ولكنه يعتمد على الظروف المحيطة. في الرواية، يُمنح الخلود فقط لأولئك الذين قدموا أكبر مساهمات للمجتمع من أجل تجنب الزيادة السكانية. ونتيجة لذلك، يقضي المواطنون حياتهم يكافحون لإثبات أنهم يستحقون هذه المكافأة، ومن حصلوا عليها يعيشون حياة حذرة لاحقًا حتى لا يخاطروا بفقدان ما يكسبونه بصعوبة بسبب العنف أو الحوادث. تم اقتراح بديل لقيود هذا المجتمع في القصة: استخدام الخلود لاستكشاف الكون.
فيما يتعلق بتأثير الخلود على شخصية المرء، فقد تم اقتراح عملين لإثبات تمكين الخالدين من تطوير جوانبهم الذكورية والأنثوية على حد سواء،  وعلى النقيض من التصوير الأكثر شيوعًا للخلود كما تم التغلب عليه بالملل، تصورهم أعمال روجر زيلازني على أنهم فضوليون بلا هوادة. وبالمثل، يتجنب زيلازني الفكرة القائلة بأن الركود أمر حتمي بالنسبة للخالدين، متخذًا وجهة النظر المعاكسة القائلة بأن التجارب السابقة تعزز التجارب المستقبلية، وبالتالي هناك دائمًا المزيد لتعلمه وتجربته من أجل النمو كشخص.   